# Thaumamermis zealandica
Thaumamermis zealandica är en rundmaskart som beskrevs av Poinar, Latham och Poinar 2002. Thaumamermis zealandica ingår i släktet Thaumamermis och familjen Mermithidae. Inga underarter finns listade i Catalogue of Life.